# Halosbaena fortunata
Halosbaena fortunata is een bronkreeftjessoort uit de familie van de Halosbaenidae. De wetenschappelijke naam van de soort is voor het eerst geldig gepubliceerd in 1986 door Bowman & Iliffe.